# Танзіла Хан
Танзіла Хан (нар.. у 1986 році) — пакистанська активістка за права людей з обмеженими можливостями. Засновниця мобільного додатку Girlythings (Дівчачі речі). Вона виступає за підтримку сексуального здоров'я, особливо серед людей з обмеженими можливостями. Засновниця неурядової громадської організації «Creativt Alley».

## Біографія
Танзіла народилася 1966 року і виросла в Пакистані. Вона з народження інвалід і прикута до інвалідного візка. Хан здобула ступінь бакалавра міжнародного права в Лондонському університеті.
Танзіла Хан опублікувала свою першу книгу «Історія Мексики» в 16-річному віці. Виручені кошти з продажу своїх книг вона вклала в соціальні проєкти щодо захисту прав людей з обмеженими можливостями.
Вона заснувала також мобільний додаток Girlythings (Дівчачі речі). Це перший мобільний додаток, що дозволяє людям з обмеженими можливостями замовляти додому гігієнічні серветки та інші товари першої необхідності, а також менструальні набори жінкам в будь-якому громадському місці.
Хан заснувала неурядову громадську організацію «Creativt Alley», яка покликана через свої проєкти допомагати людям з обмеженими можливостями.
Танзіла Хан отримала кілька нагород національного та міжнародного рівня.

## Творчість
Вона є автором двох книг:
- «Історія Мексики»[2]
- «Ідеальна ситуація: солодкі шістнадцять»[6].

## Нагороди
Танзіла Хан отримала такі нагороди за свою правозахисну діяльність
- Молодий провісник майбутнього (Шведський інститут)
- Молодий лідер (жінки)
- Премія Хадіджа туль Кубра (національна премія)
- Молодіжний чемпіон у Rise Up (Фонд Пакарда)
- Six-two 35 Under 35 Changemaker 2018 року[10].